# Ronald Jenkees
Ronald Jenkees – amerykański muzyk i kompozytor.
Ronald Jenkees od dziecka zafascynowany był instrumentami klawiszowymi (fortepian, keyboard). Gra ze słuchu. Zadebiutował w serwisie YouTube. Na swoim kanale ronaldjenkees umieszcza filmy, które nagrywa podczas wykonywania utworów.
Występował również w programie „Attack of the Show!”, oraz zagościł na łamach czasopisma „Paste Magazine”.
Wydał cztery albumy. Debiutancki – Ronald Jenkees [2007], następnie – Disorganized Fun [2009], później – Days Away [2012] i czwarty - Alpha Numeric [2014].
Tworzy rozmaitą muzykę pomiędzy techno a rock and rollem. W swoich solowych albumach pozostaje jednak wierny hip hopowi. Płyty dystrybuuje poprzez stronę www. 
14 grudnia 2017 ukazał się utwór Cyber Fight autorstwa MDK, w którym Ronald Jenkees wystąpił gościnnie.

## Dyskografia

### Albumy
- Ronald Jenkees (2007)
- Disorganized Fun (2009)
- Days Away (2012)
- Alpha Numeric (2014)
- Rhodes Deep (2017)

### Producent albumu
- Fish: Straight Laced (jako Big Cheez) (2005)